# Marcellinara
Marcellinara  község (comune) Olaszország Calabria régiójában, Catanzaro megyében.

## Fekvése
A megye központi részén fekszik. Határai: Amato, Caraffa di Catanzaro, Maida, Miglierina, Pianopoli, Settingiano és Tiriolo.

## Története
A szicíliai vecsernye idején alapították, habár a régészeti leletek tanúsága szerint már a római korban lakták. A 19. század elején vált önálló községgé, amikor a Nápolyi Királyságban felszámolták a feudalizmust.

## Népessége
A népesség számának alakulása:

## Főbb látnivalói
- Palazzo Augelli
- Palazzo Perrelli
- San Nicola-templom
- Maria SS. Assunta-templom